# 二半岳
二半岳（にはんだけ）は、長崎県北松浦郡小値賀町、五島列島の野崎島にある山。標高306.4m。

## 概要
小値賀島の東にある野崎島の中央部に位置する。山頂の近くには神社が祀られている。

## 登山ルート
登山ルートは、沖ノ神島神社山越え参道の途中から入るものと、野崎集落と野首集落を結ぶ里道から入るものの２つが存在する。いずれの登山口も九州自然歩道上にあり、島内の野崎漁港より徒歩でアクセス可能。野崎漁港には小値賀島からの町営船が日に数回入港している。但し、2015年現在ではどちらのルートも荒廃が進んでおり、単独行は推奨されない。

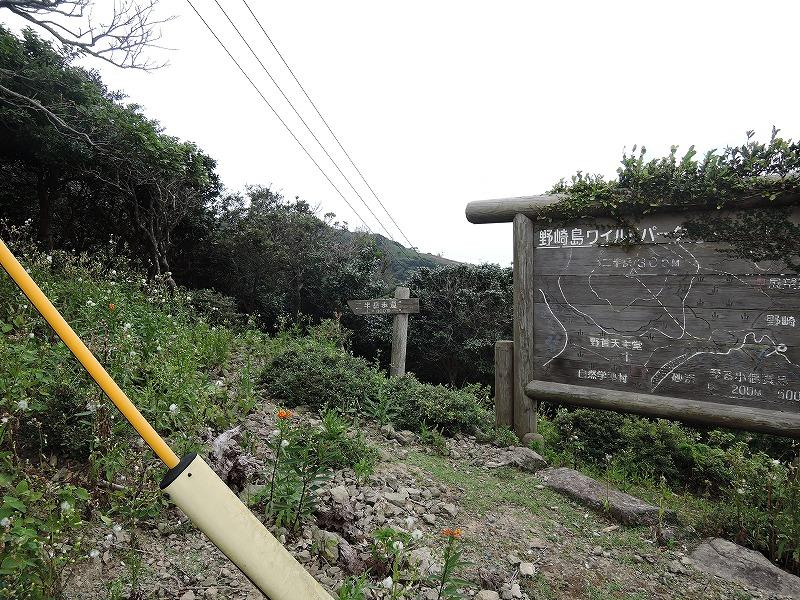
野崎集落と野首集落を結ぶ里道からの登山口
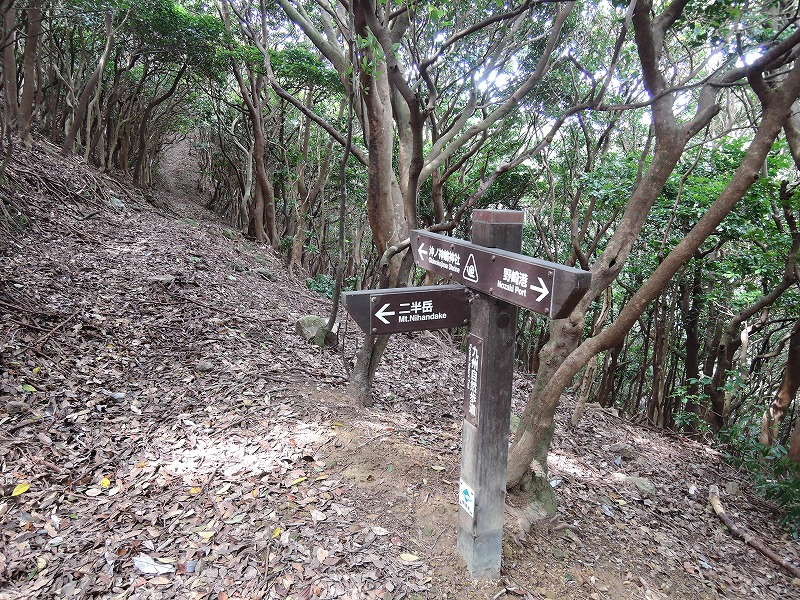
沖ノ神島神社山越え参道途中の登山口